# Jonathan Quick
Jonathan Douglas Quick, född 21 januari, 1986 i Milford, Connecticut, är en amerikansk professionell ishockeymålvakt som spelar för New York Rangers i NHL. 
Han har tidigare spelat på NHL-nivå för Los Angeles Kings och Vegas Golden Knights.
2012 blev Quick vinnare av Conn Smythe Trophy som den mest värdefulla spelare under slutspelet då han var en stor bidragande del till Stanley Cup vinsten för Los Angeles Kings.
Han blev 30 mars 2024 den amerikanske målvakt med flest antal vinster, 392:a vinst i karriären. Han går därmed förbi Ryan Miller och tar över rekordet för flest vinster av en amerikansk målvakt i NHL:s historia. 

## Statistik
V = Vinster, F = Förluster, O = Oavgjorda, ÖTF = Förluster på övertid eller straffar, MIN = Spelade minuter, IM = Insläppta mål, N = Nollor, GIM = Genomsnitt insläppta mål per match, R% = Räddningsprocent

### Grundserie
UMass-Amherst = University of Massachusetts Amherst
| Säsong     | Lag                 | Liga       | Matcher | V   | F   | O | ÖTF | MIN    | IM    | N  | GIM  | R%   |
| ---------- | ------------------- | ---------- | ------- | --- | --- | - | --- | ------ | ----- | -- | ---- | ---- |
| 2002–03    | Avon Old Farms      | High-CT    | 13      | 8   | 5   | 0 | —   | 780    | 38    | 0  | 2.92 | .910 |
| 2003–04    | Avon Old Farms      | High-CT    | 21      | 20  | 1   | 0 | —   | 1317   | 41    | 2  | 1.71 | .933 |
| 2004–05    | Avon Old Farms      | High-CT    | 27      | 25  | 2   | 0 | —   | 1574   | 32    | 9  | 1.14 | .956 |
| 2005–06    | UMass Minutemen     | NCAA       | 17      | 4   | 10  | 1 | —   | 905    | 45    | 0  | 2.98 | .920 |
| 2006–07    | UMass Minutemen     | NCAA       | 37      | 19  | 12  | 5 | —   | 2224   | 80    | 3  | 2.16 | .929 |
| 2007–08    | Reading Royals      | ECHL       | 38      | 23  | 11  | 3 | —   | 2257   | 105   | 1  | 2.79 | .905 |
| 2007–08    | Manchester Monarchs | AHL        | 19      | 11  | 8   | 0 | —   | 1085   | 42    | 3  | 2.32 | .922 |
| 2007–08    | Los Angeles Kings   | NHL        | 3       | 1   | 2   | — | 0   | 141    | 9     | 0  | 3.84 | .855 |
| 2008–09    | Manchester Monarchs | AHL        | 14      | 6   | 5   | 2 | —   | 827    | 37    | 0  | 2.68 | .919 |
| 2008–09    | Los Angeles Kings   | NHL        | 44      | 21  | 18  | — | 2   | 2495   | 103   | 4  | 2.48 | .914 |
| 2009–10    | Los Angeles Kings   | NHL        | 72      | 39  | 24  | — | 7   | 4258   | 180   | 4  | 2.54 | .907 |
| 2010–11    | Los Angeles Kings   | NHL        | 61      | 35  | 22  | — | 3   | 3591   | 134   | 6  | 2.24 | .918 |
| 2011–12    | Los Angeles Kings   | NHL        | 69      | 35  | 21  | — | 13  | 4099   | 133   | 10 | 1.95 | .929 |
| 2012–13    | Los Angeles Kings   | NHL        | 37      | 18  | 13  | — | 4   | 2134   | 87    | 1  | 2.45 | .902 |
| 2013–14    | Los Angeles Kings   | NHL        | 49      | 27  | 17  | — | 4   | 2904   | 100   | 6  | 2.07 | .915 |
| 2014–15    | Los Angeles Kings   | NHL        | 72      | 36  | 22  | — | 13  | 4184   | 156   | 6  | 2.24 | .918 |
| 2015–16    | Los Angeles Kings   | NHL        | 68      | 40  | 23  | — | 5   | 4034   | 149   | 5  | 2.22 | .918 |
| NHL totalt | NHL totalt          | NHL totalt | 475     | 252 | 162 | — | 51  | 27,841 | 1,051 | 42 | 2.27 | .916 |

### Slutspel
| Säsong     | Lag                 | Liga       | Matcher | V  | F  | MIN   | IM  | N | GIM  | R%   |
| ---------- | ------------------- | ---------- | ------- | -- | -- | ----- | --- | - | ---- | ---- |
| 2003–04    | Avon Old Farms      | High-CT    | 3       | 3  | 0  | 184   | 7   | 0 | 2.05 | .909 |
| 2004–05    | Avon Old Farms      | High-CT    | 3       | 3  | 0  | 162   | 1   | 2 | 0.33 | .987 |
| 2005–06    | UMass-Amherst       | NCAA       | 1       | 0  | 1  | 59    | 3   | 0 | 3.02 | .914 |
| 2006–07    | UMass-Amherst       | NCAA       | 5       | 3  | 2  | 329   | 10  | 1 | 1.82 | .944 |
| 2007–08    | Manchester Monarchs | AHL        | 1       | 0  | 1  | 59    | 1   | 0 | 1.02 | .974 |
| 2009–10    | Los Angeles Kings   | NHL        | 6       | 2  | 4  | 360   | 21  | 0 | 3.50 | .884 |
| 2010–11    | Los Angeles Kings   | NHL        | 6       | 2  | 4  | 380   | 20  | 1 | 3.16 | .913 |
| 2011–12    | Los Angeles Kings   | NHL        | 20      | 16 | 4  | 1238  | 28  | 3 | 1.41 | .946 |
| 2012–13    | Los Angeles Kings   | NHL        | 18      | 9  | 9  | 1099  | 34  | 3 | 1.86 | .934 |
| 2013–14    | Los Angeles Kings   | NHL        | 26      | 16 | 10 | 1605  | 69  | 2 | 2.58 | .911 |
| 2015–16    | Los Angeles Kings   | NHL        | 5       | 1  | 4  | 296   | 15  | 0 | 3.04 | .886 |
| NHL totalt | NHL totalt          | NHL totalt | 81      | 46 | 35 | 4,979 | 188 | 9 | 2.27 | .921 |